# CyrusOne
CyrusOne ist ein amerikanischer Betreiber von Rechenzentren. Im November 2021 wurde bekannt, dass Global Infrastructure Partners und die Private-Equity-Gesellschaft Kohlberg Kravis Roberts & Co. (KKR) für einen Transaktionwert in Höhe von rund USD 15 Milliarden CyrusOne übernommen haben.
Die CyrusOne Inc. hält dabei 100 % der Anteile an CyrusOne LP, dem operativen Unternehmen.
Das Unternehmen betreibt über 50 Rechenzentren in den USA, drei in Deutschland (Frankfurt am Main) sowie je eines in Singapur und London für mehr als 1000 Kunden, zu denen die Wikimedia Foundation zählt. Die Server haben eine Spitzenstromversorgung von insgesamt 227 MW.